# Joanna Mihułka-Petru

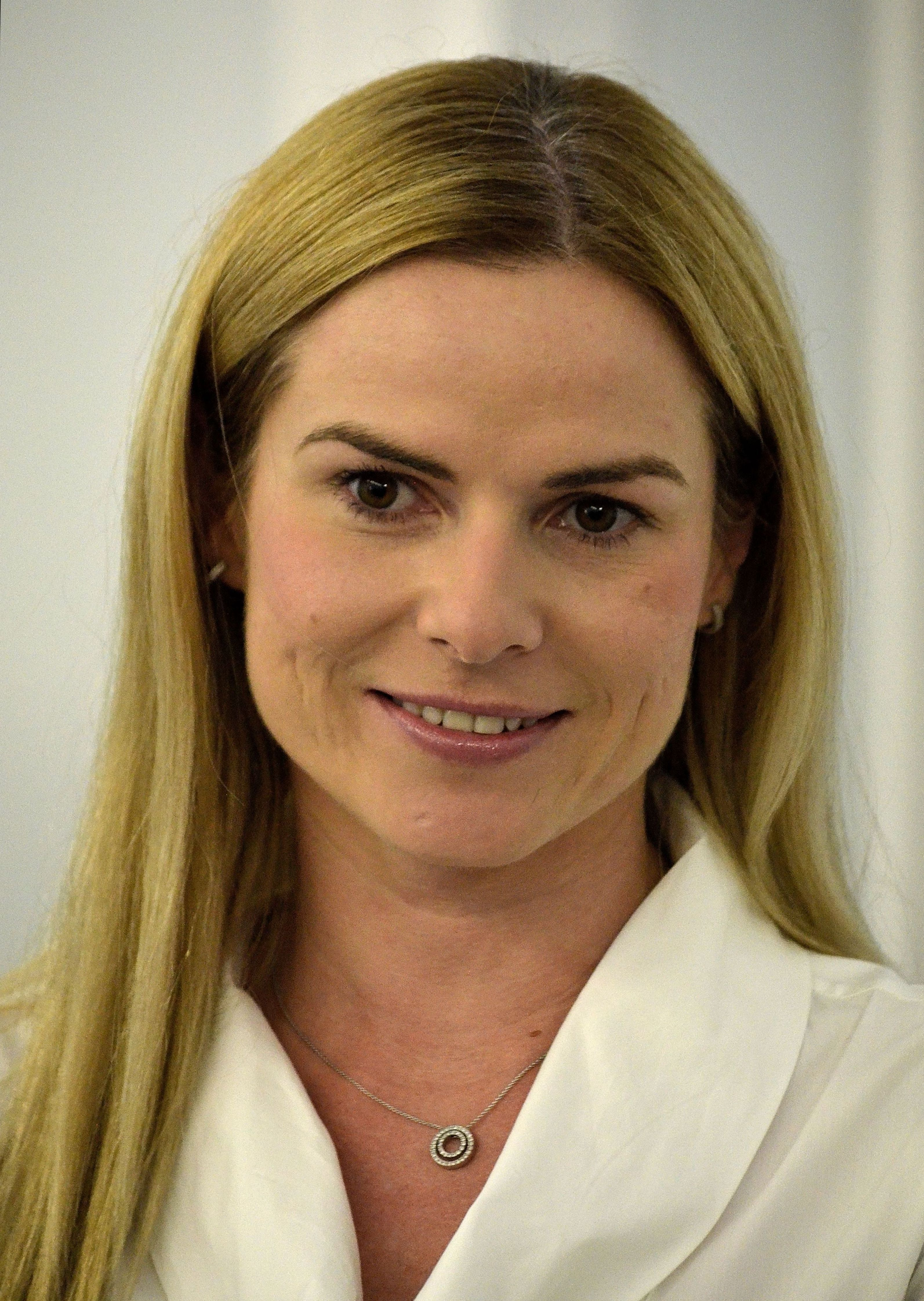
Joanna Mihułka-Petru (2015)

Joanna Mihułka-Petru (* 14. September 1978) ist eine ehemalige polnische Politikerin.

## Werdegang
Mihułka-Petru studierte Wirtschaftswissenschaft an der Wirtschaftsuniversität Poznań, an der sie 2002 graduierte. Zwischenzeitlich mit Pawel Schmidt verheiratet, wurde sie in der Folge als Joanna Schmidt bekannt. Im Sommer 2015 gehörte er sie zu den Gründungsmitgliedern der von Ryszard Petru initiierten Partei Nowoczesna. Bei der Parlamentswahl im Herbst 2015 errang sie ein Abgeordnetenmandat im Sejm. Im März 2016 rückte sie als stellvertretende Vorsitzende in den Parteivorstand auf. Im selben Jahr ließ sie sich aufgrund einer mittlerweile mit Petru eingegangenen Beziehung von Schmidt scheiden. In einer parteiinternen Kontroverse setzte sich im April 2017 die Fraktionschefin Katarzyna Lubnauer gegen Petru durch und übernahm in der Folge die Parteiführung. Kurze Zeit später wurde Mihułka-Petru in den Vorstand der Allianz der Liberalen und Demokraten für Europa gewählt. Im Mai 2018 verließ sie unter jeweiliger Beibehaltung des Abgeordnetenmandats gemeinsam mit Petru die Partei, im Herbst gründeten sie die Partei Teraz!. Bei der Parlamentswahl 2019 traten beide jedoch nicht mehr an, zuvor war die Partei wieder aufgelöst worden.
Später heiratete sie Petru und nahm, zwischenzeitlich wieder unter dem Mädchennamen aktiv, einen Doppelnamen an.